# Пивное мороженое
Пивное мороженое — тип мороженого, в состав которого входит пиво. Пивное мороженое, приготовленное из тёмного пива, обычно имеет более выраженный вкус по сравнению с мороженым, приготовленным из светлого пива. Алкоголь, содержащийся в пиве, иногда присутствует в готовом мороженом, в то время как при приготовлении других видов мороженого алкоголь испаряется.

## Описание

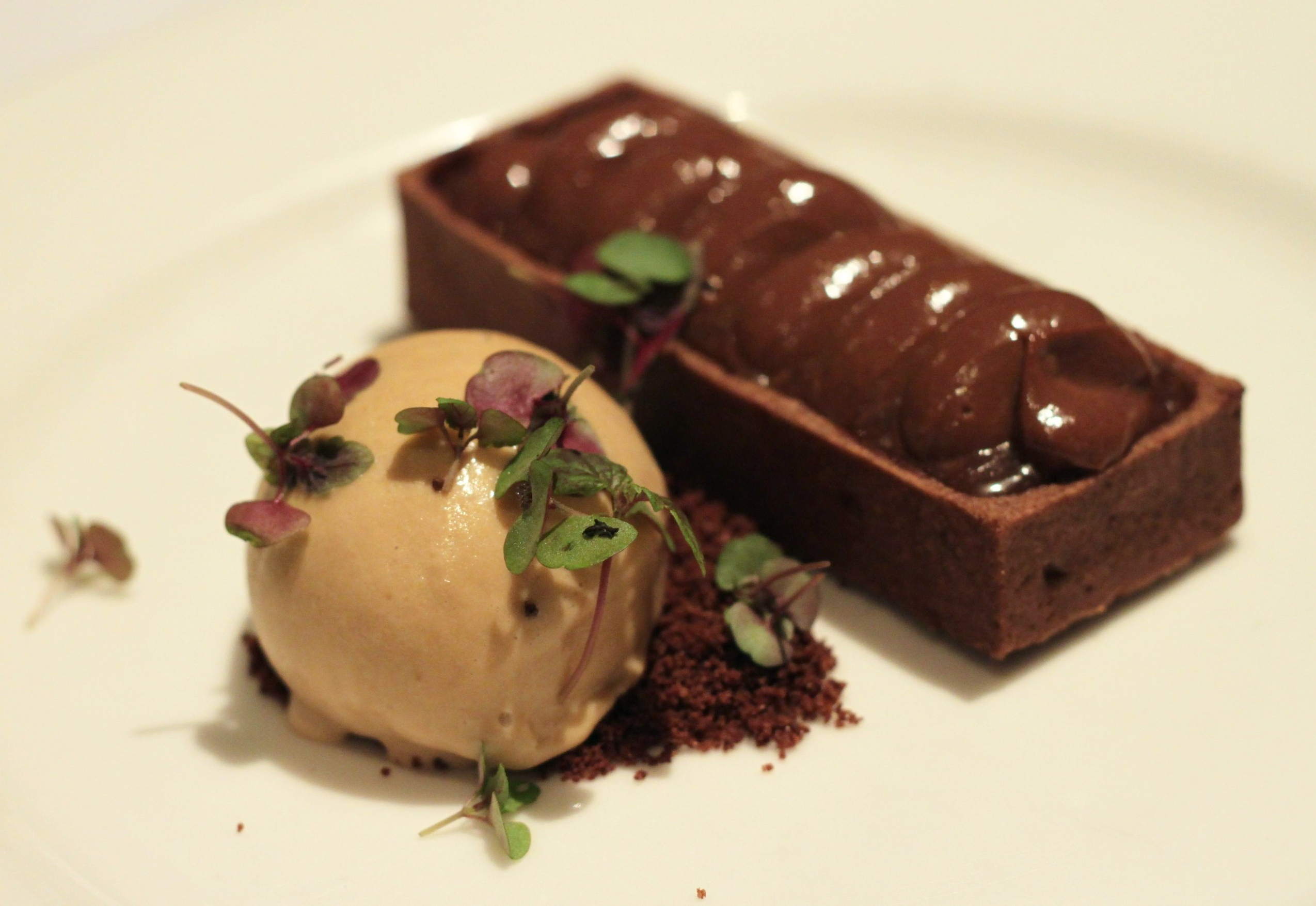
Пивное мороженое с тарталеткой

Пивное мороженое готовится с использованием обычных ингредиентов для мороженого и пива. В зависимости от сорта используемого пива мороженому придаются различные вкусовые качества. Например, использование крепкого пива может придать солодовый и карамельный вкус, а использование пильзнера, индийского пейл-эля и пейл-эля может придать привкус горечи. Индийский пейл-эль также может придать солодовый вкус. Пшеничное пиво и лагер также можно использовать в качестве ингредиентов для этого блюда. Более светлые сорта пива, такие как лагер, не обладают таким насыщенным вкусом, как более тёмное пиво и пиво с большим количеством солода и хмеля, которые придают более выраженный вкус.
Можно использовать различные дополнительные ингредиенты, как и в других видах мороженого, например, шоколад, вишню, карамель, орехи пекан, зефир и тому подобное. Для приготовления блюда можно добавить пиво в готовое мороженое или приготовить мороженое с пивом «с нуля».
Некоторые магазины мороженого в США готовят и поставляют пивное мороженое. Также блюдо подавалось на Великом американском пивном фестивале (Great American Beer Festival). В 2015 году компания Ben & Jerry’s заключила партнёрство с компанией New Belgium Brewing Company для создания двух пивных мороженых ограниченной серии, приготовленных с использованием New Belgium Brown Ale.

## Содержание алкоголя
В пивном мороженом иногда сохраняется алкоголь, который присутствует в пиве, а пивное мороженое, приготовленное из пива с высоким содержанием алкоголя по объёму, может не застыть полностью при использовании мороженицы. Некоторые приготовления блюда включают варку, при которой может испариться алкоголь.

## Похожие блюда
Коктейль с мороженым можно приготовить с помощью пива. Мороженое с рутбиром — безалкогольное блюдо, приготовленное с использованием рутбира и обычных ингредиентов для мороженого.